# UEFA Champions League 2002–03
UEFA Champions League 2002–03 là mùa thứ 11 của giải bóng đá các câu lạc bộ hàng đầu châu Âu của UEFA kể từ khi giải đấu được đổi tên thành UEFA Champions League vào năm 1992 và là mùa thứ 48 của Cúp châu Âu. Mùa giải chứng kiến sự lên ngôi lần thứ 6 trong lịch sử của Milan khi họ đánh bại Juventus trong loạt sút luân lưu. Đây là trận chung kết châu Âu toàn Ý đầu tiên. Ruud van Nistelrooy của Manchester United một lần nữa trở thành vua phá lưới giải đấu với 12 bàn, mặc dù câu lạc bộ của anh bị loại ở tứ kết, bỏ lỡ trận chung kết được tổ chức ngay trên sân nhà Old Trafford. Đương kim vô địch của giải đấu là Real Madrid bị Juventus đánh bại ở trận bán kết.

## Đội tham dự
Có tổng cộng 72 câu lạc bộ tham dự UEFA Champions League 2002–03 tới từ 48 trên tổng số 52 thành viên của UEFA. Liechtenstein không tổ chức thi đấu giải quốc gia, hai liên đoàn bóng đá Andorra và San Marino không được thừa nhận.
Dưới đây là số đội đủ điều kiện tham dự Giải vô địch UEFA Champions League 2002–03:
- Liên đoàn và hiệp hội bóng đá xếp hạng từ 1-3: 4 suất
- Liên đoàn và hiệp hội bóng đá xếp hạng từ 4-6: 3 suất
- Liên đoàn và hiệp hội bóng đá xếp hạng từ 7-15: 2 suất
- Liên đoàn và hiệp hội bóng đá xếp hạng từ 16-52: 1 suất (ngoại trừ Liechtenstein, San Marino, Andorra và Azerbaijan)

### Xếp hạng hiệp hội
Các quốc gia có số suất tham dự dựa theo Hệ số UEFA 2001, có tính đến thành tích của các câu lạc bộ tham dự cúp châu Âu từ 1996–97 tới 2000–01.
| Hạng | Hiệp hội     | Điểm hệ số | Số đội |
| ---- | ------------ | ---------- | ------ |
| 1    | Tây Ban Nha  | 65.210     | 4      |
| 2    | Ý            | 56.239     | 4      |
| 3    | Anh          | 51.288     | 4      |
| 4    | Đức          | 48.632     | 3      |
| 5    | Pháp         | 42.352     | 3      |
| 6    | Hà Lan       | 30.249     | 3      |
| 7    | Thổ Nhĩ Kỳ   | 29.975     | 2      |
| 8    | Hy Lạp       | 28.366     | 2      |
| 9    | Nga          | 27.708     | 2      |
| 10   | Bồ Đào Nha   | 26.274     | 2      |
| 11   | Cộng hòa Séc | 24.791     | 2      |
| 12   | Bỉ           | 24.150     | 2      |
| 13   | Ukraina      | 23.833     | 2      |
| 14   | Áo           | 23.750     | 2      |
| 15   | Na Uy        | 23.600     | 2      |
| 16   | Scotland     | 22.625     | 1      |
| 17   | Thụy Sĩ      | 21.875     | 1      |
| 18   | Croatia      | 19.999     | 1      |

| Hạng | Hiệp hội     | Điểm hệ số | Số đội |
| ---- | ------------ | ---------- | ------ |
| 19   | Thụy Điển    | 18.208     | 1      |
| 20   | Ba Lan       | 17.500     | 1      |
| 21   | Đan Mạch     | 17.175     | 1      |
| 22   | Romania      | 15.791     | 1      |
| 23   | Nam Tư       | 15.415     | 1      |
| 24   | Hungary      | 15.082     | 1      |
| 25   | Slovakia     | 14.665     | 1      |
| 26   | Israel       | 14.124     | 1      |
| 27   | Slovenia     | 11.998     | 1      |
| 28   | Bulgaria     | 11.665     | 1      |
| 29   | Cộng hòa Síp | 10.832     | 1      |
| 30   | Gruzia       | 9.666      | 1      |
| 31   | Phần Lan     | 8.541      | 1      |
| 32   | Latvia       | 7.832      | 1      |
| 33   | Iceland      | 5.332      | 1      |
| 34   | Moldova      | 4.833      | 1      |
| 35   | Belarus      | 4.499      | 1      |

| Hạng | Hiệp hội              | Điểm hệ số | Số đội |
| ---- | --------------------- | ---------- | ------ |
| 36   | Lithuania             | 4.498      | 1      |
| 37   | Macedonia             | 3.497      | 1      |
| 38   | Cộng hòa of Ireland   | 2.998      | 1      |
| 39   | Estonia               | 2.498      | 1      |
| 40   | Armenia               | 2.165      | 1      |
| 41   | Wales                 | 2.165      | 1      |
| 42   | Azerbaijan            | 1.665      | 0      |
| 43   | Malta                 | 1.665      | 1      |
| 44   | Liechtenstein         | 1.500      | 0      |
| 45   | Bắc Ireland           | 1.331      | 1      |
| 46   | Bosnia và Herzegovina | 1.000      | 1      |
| 47   | Luxembourg            | 0.665      | 1      |
| 48   | Quần đảo Faroe        | 0.665      | 1      |
| 49   | Albania               | 0.499      | 1      |
| 50   | Andorra               | 0.000      | 0      |
| 51   | San Marino            | 0.000      | 0      |
| 52   | Kazakhstan            | 0.000      | 1      |

### Vị trí bắt đầu
Do đương kim vô địch Real Madrid cũng đủ điều kiện để bắt đầu Champions League 2002-03 từ vòng loại thứ ba nhờ vào thứ hạng của họ ở giải quốc nội nên một suất bắt đầu từ vòng loại thứ ba của đại diện Tây Ban Nha bị bỏ trống. Do điều này, cũng như việc án phạt cấm tham dự giải dành cho đại diện của Azerbaijan, các thay đổi sau đây được thực hiện:
- Nhà vô địch của hiệp hội bóng đá hạng 16 (Scotland) được thăng thay từ xuất phát từ vòng loại thứ hai thì sẽ được bắt đầu ở vòng loại thứ ba.
- Các nhà vô địch của các hiệp hội bóng đá hạng 26, 27 và 28 (Israel, Slovenia và Bulgaria) được thăng thay từ xuất phát từ vòng loại thứ nhất thì sẽ được bắt đầu ở vòng loại thứ hai.

|                             |                             | Các đội tham dự vòng này | Các đội tham dự từ vòng trước                                         |
| --------------------------- | --------------------------- | --- | --------------------------------------------------------------------- |
| Vòng loại thứ nhất (20 đội) | Vòng loại thứ nhất (20 đội) | - 20 nhà vô địch của các hiệp hội bóng đá có thứ hạng từ 29–52 (trừ Liechtenstein, San Marino, Azerbaijan và Andorra) |                                                                       |
| Vòng loại thứ hai (28 đội)  | Vòng loại thứ hai (28 đội)  | - 12 nhà vô địch của các hiệp hội bóng đá có thứ hạng từ 17–28 - 6 Á quân của các hiệp hội bóng đá có thứ hạng từ 10–15 | - 10 đội giành chiến thắng ở vòng loại thứ nhất                       |
| Vòng loại thứ ba (32 đội)   | Vòng loại thứ ba (32 đội)   | - 7 nhà vô địch của các hiệp hội bóng đá có thứ hạng từ 10–16 - 3 Á quân của các hiệp hội bóng đá có thứ hạng từ 7–9 - 5 đội hạng ba của các hiệp hội bóng đá có thứ hạng từ 1–6 (trừ Tây Ban Nha) - 3 đội hạng tư của các hiệp hội bóng đá có thứ hạng từ 1–3 | - 14 đội giành chiến thắng ở vòng loại thứ hai                        |
| Vòng bảng thứ nhất (32 đội) | Vòng bảng thứ nhất (32 đội) | - 1 đương kim vô địch Champions League (Real Madrid) - 9 nhà vô địch của các hiệp hội bóng đá có thứ hạng từ 1–9 - 6 Á quân của các hiệp hội bóng đá có thứ hạng từ 1–6                                                                                        | - 16 đội vượt qua vòng loại thứ ba                                    |
| Vòng bảng thứ hai (16 đội)  | Vòng bảng thứ hai (16 đội)  | | - 8 đội nhất từ vòng bảng thứ nhất - 8 đội nhì từ vòng bảng thứ nhất  |
| Vòng loại trực tiếp (8 đội) | Vòng loại trực tiếp (8 đội) | | - 4 đội nhất từ vòng bảng thứ nhất - 4 đội nhất từ vòng bảng thứ nhất |

### Các đội tham dự
Thành tích giải đấu mùa giải trước được hiển thị trong ngoặc đơn (TH: đương kim vô địch Champions League).
| Vòng bảng                    | Vòng bảng               | Vòng bảng              | Vòng bảng                  |
| ---------------------------- | ----------------------- | ---------------------- | -------------------------- |
| Valencia (1st)               | Arsenal (1st)           | Lyon (1st)             | Galatasaray (1st)          |
| Deportivo de La Coruña (2nd) | Liverpool (2nd)         | Lens (2nd)             | Olympiacos (1st)           |
| Juventus (1st)               | Borussia Dortmund (1st) | Ajax (1st)             | Spartak Moscow (1st)       |
| Roma (2nd)                   | Bayer Leverkusen (2nd)  | PSV Eindhoven (2nd)    | Real Madrid (3rd)TH        |
| Vòng loại thứ ba             |                         |                        |                            |
| Barcelona (4th)              | Bayern Munich (3rd)     | Lokomotiv Moscow (2nd) | Shakhtar Donetsk (1st)     |
| Internazionale (3rd)         | Auxerre (3rd)           | Sporting CP (1st)      | Sturm Graz (2nd)[Note AUT] |
| Milan (4th)                  | Feyenoord (3rd)         | Slovan Liberec (1st)   | Rosenborg (1st)            |
| Manchester United (3rd)      | Fenerbahçe (2nd)        | Genk (1st)             | Celtic (1st)               |
| Newcastle United (4th)       | AEK Athens (2nd)        |                        |                            |
| Vòng loại thứ hai            |                         |                        |                            |
| Boavista (2nd)               | Lillestrøm (2nd)        | Brøndby (1st)          | Žilina (1st)               |
| Sparta Prague (2nd)          | Basel (1st)             | Dinamo București (1st) | Maccabi Haifa (1st)        |
| Club Brugge (2nd)            | Zagreb (1st)            | Partizan (1st)         | Maribor (1st)              |
| Dynamo Kyiv (2nd)            | Hammarby (1st)          | Zalaegerszeg (1st)     | Levski Sofia (1st)         |
| GAK (3rd)[Note AUT]          | Legia Warsaw (1st)      |                        |                            |
| Vòng loại thứ nhất           |                         |                        |                            |
| APOEL (1st)                  | Belshina Bobruisk (1st) | Flora Tallinn (1st)    | Željezničar Sarajevo (1st) |
| Torpedo Kutaisi (1st)        | Sheriff Tiraspol (1st)  | Pyunik (1st)           | F91 Dudelange (1st)        |
| Tampere United (1st)         | FBK Kaunas (1st)        | Barry Town (1st)       | B36 Tórshavn (1st)         |
| Skonto (1st)                 | Vardar (1st)            | Hibernians (1st)       | Dinamo Tirana (1st)        |
| ÍA Akranes (1st)             | Shelbourne (1st)        | Portadown (1st)        | Zhenis Astana (1st)        |

Ghi chú
1. ^ Áo (AUT): Nhà vô địch Bundesliga Áo 2001-02 Tirol Innsbruck không nhận được sự đăng ký nào cho mùa giải tới và bị loại khỏi Bundesliga Áo. Rồi sau đó, họ bị loại khỏi Champions League, trong khi Á quân Sturm Graz chuyển từ vòng loại thứ hai sang thứ ba, đội xếp thứ ba Bundesliga Áo là GAK thay thế Sturm bắt đầu ở vòng loại thứ hai.[3]
2. ^ Azerbaijan (AZE):  Các câu lạc bộ từ Azerbaijan đã không được tham dự giải đấu cấp độ UEFA vì mùa giải trước đã bị đình chỉ vào giữa tháng 4 do xung đột giữa các câu lạc bộ với liên đoàn bóng đá (AFFA). Vài tuần sau, giải vô địch đã được khởi tranh trở lại và sau đó kết thúc với sự tham gia của các câu lạc bộ độc lập với liên đoàn. Shamkir giành chức vô địch, nhưng danh hiệu này không được cả UEFA và AFFA công nhận.[4]

## Vòng loại

### Vòng loại thứ nhất
| Đội 1            | TTS     | Đội 2             | Lượt đi | Lượt về |
| ---------------- | ------- | ----------------- | ------- | ------- |
| F91 Dudelange    | 1–4     | Vardar            | 1–1     | 0–3     |
| Hibernians       | 3–2     | Shelbourne        | 2–2     | 1–0     |
| Portadown        | 2–3     | Belshina Bobruisk | 0–0     | 2–3     |
| Željezničar      | 4–0     | ÍA                | 3–0     | 1–0     |
| Skonto           | 6–0     | Barry Town        | 5–0     | 1–0     |
| Flora Tallinn    | 0–1     | APOEL             | 0–0     | 0–1     |
| Sheriff Tiraspol | 4–4 (a) | Zhenis Astana     | 2–1     | 2–3     |
| Tampere United   | 0–6     | Pyunik            | 0–4     | 0–2     |
| FBK Kaunas       | 2–3     | Dinamo Tirana     | 2–3     | 0–0     |
| Torpedo Kutaisi  | 6–2     | B36               | 5–2     | 1–0     |

### Vòng loại thứ hai
| Đội 1            | TTS     | Đội 2             | Lượt đi | Lượt về |
| ---------------- | ------- | ----------------- | ------- | ------- |
| Sheriff Tiraspol | 1–6     | GAK               | 1–4     | 0–2     |
| Maccabi Haifa    | 5–0     | Belshina Bobruisk | 4–01    | 1–0     |
| Dynamo Kyiv      | 6–2     | Pyunik            | 4–0     | 2–2     |
| ZTE              | 2–2 (a) | Zagreb            | 1–0     | 1–2     |
| Boavista         | 7–3     | Hibernians        | 4–0     | 3–3     |
| Sparta Prague    | 5–1     | Torpedo Kutaisi   | 3–0     | 2–1     |
| Skonto           | 0–2     | Levski Sofia      | 0–0     | 0–2     |
| Vardar           | 2–4     | Legia Warsaw      | 1–3     | 1–1     |
| Hammarby         | 1–5     | Partizan          | 1–1     | 0–4     |
| Žilina           | 1–4     | Basel             | 1–1     | 0–3     |
| Maribor          | 4–5     | APOEL             | 2–1     | 2–4     |
| Lillestrøm SK    | 0–2     | Željezničar       | 0–1     | 0–1     |
| Club Brugge      | 4–1     | Dinamo Bucureşti  | 3–1     | 1–0     |
| Brøndby          | 5–0     | Dinamo Tirana     | 1–0     | 4–0     |

1Trận đấu diễn ra tại Sân vận động GSP ở Nicosia, Cộng hòa Síp kể từ khi UEFA cấm các trận đấu quốc tế ở Israel.

### Vòng loại thứ ba
| Đội 1            | TTS         | Đội 2             | Lượt đi | Lượt về   |
| ---------------- | ----------- | ----------------- | ------- | --------- |
| Genk             | 4–4 (a)     | Sparta Prague     | 2–0     | 2–4       |
| Feyenoord        | 3–0         | Fenerbahçe        | 1–0     | 2–0       |
| Maccabi Haifa    | 5–3         | Sturm Graz        | 2–01    | 3–3       |
| Boavista         | 0–1         | Auxerre           | 0–1     | 0–0       |
| APOEL            | 2–4         | AEK Athens        | 2–3     | 0–1       |
| ZTE              | 1–5         | Manchester United | 1–0     | 0–5       |
| Sporting CP      | 0–2         | Internazionale    | 0–0     | 0–2       |
| Partizan         | 1–6         | Bayern Munich     | 0–3     | 1–3       |
| Shakhtar Donetsk | 2–2 (1–4 p) | Club Brugge       | 1–1     | 1–1 (aet) |
| Željezničar      | 0–5         | Newcastle United  | 0–1     | 0–4       |
| Celtic           | 3–3 (a)     | Basel             | 3–1     | 0–2       |
| GAK              | 3–5         | Lokomotiv Moscow  | 0–2     | 3–3       |
| Rosenborg        | 4–2         | Brøndby           | 1–0     | 3–2       |
| Levski Sofia     | 0–2         | Dynamo Kyiv       | 0–1     | 0–1       |
| Milan            | 2–2 (a)     | Slovan Liberec    | 1–0     | 1–2       |
| Barcelona        | 4–0         | Legia Warsaw      | 3–0     | 1–0       |

1Trận đấu diễn ra tại Sofia, Bulgaria kể từ khi UEFA cấm các trận đấu quốc tế ở Israel.

## Vòng bảng thứ nhất
16 đội giành chiến thắng ở vòng loại thứ ba, cùng 10 nhà vô địch tới từ các hiệp hội bóng đá xếp hạng từ 1–10, 6 đội á quân tới từ các hiệp hội bóng đá xếp hạng từ 1–6 được bốc thăm để chia thành từng bảng 4 đội. Hai đội đứng đầu trong mỗi bảng sẽ được tiếp tục tiến vào vòng bảng thứ hai trong khi đội xếp thứ ba mỗi bảng sẽ xuống chơi ở UEFA Europa League.
Biện pháp quyết định thắng thua khi bằng điểm:
1. Điểm giành được trong các trận đối đầu giữa hai đội bằng điểm
2. Tổng số bàn thắng ghi được trong các trận đấu đối đầu
3. Bàn thắng được ghi trong các trận đấu đối đầu giữa các đội ràng buộc
4. Hiệu số bàn thắng bại trong vòng bảng
5. Tổng số bàn thắng ghi được trong tất cả các trận
6. Hệ số UEFA cao hơn sẽ được vào vòng trong

Basel, Genk và Maccabi Haifa đã có lần đầu tiên vào vòng bảng. Maccabi Haifa trở thành câu lạc bộ đầu tiên của Israel đủ điều kiện vòng bảng.
| Chỉ dẫn màu sắc trong bảng nhóm                                  |
| ---------------------------------------------------------------- |
| Đội đứng nhất và nhì bảng được vào vòng bảng thứ hai             |
| Đội đứng thứ ba xuống chơi UEFA Cup bắt đầu tại vòng loại thứ ba |

### Bảng A
| Đội               | ST | T | H | B | BT | BB | HS | Đ  |  | ARS | DOR | AUX | PSV |
| ----------------- | -- | - | - | - | -- | -- | -- | -- |  | --- | --- | --- | --- |
| Arsenal           | 6  | 3 | 1 | 2 | 9  | 4  | +5 | 10 |  |     | 2–0 | 1–2 | 0–0 |
| Borussia Dortmund | 6  | 3 | 1 | 2 | 8  | 7  | +1 | 10 |  | 2–1 |     | 2–1 | 1–1 |
| Auxerre           | 6  | 2 | 1 | 3 | 4  | 7  | −3 | 7  |  | 0–1 | 1–0 |     | 0–0 |
| PSV Eindhoven     | 6  | 1 | 3 | 2 | 5  | 8  | −3 | 6  |  | 0–4 | 1–3 | 3–0 |     |

### Bảng B
| Đội            | ST | T | H | B | BT | BB | HS  | Đ  |  | VAL | BAS | LIV | SPA |
| -------------- | -- | - | - | - | -- | -- | --- | -- |  | --- | --- | --- | --- |
| Valencia       | 6  | 5 | 1 | 0 | 17 | 4  | +13 | 16 |  |     | 6–2 | 2–0 | 3–0 |
| Basel          | 6  | 2 | 3 | 1 | 12 | 12 | 0   | 9  |  | 2–2 |     | 3–3 | 2–0 |
| Liverpool      | 6  | 2 | 2 | 2 | 12 | 8  | +4  | 8  |  | 0–1 | 1–1 |     | 5–0 |
| Spartak Moscow | 6  | 0 | 0 | 6 | 1  | 18 | −17 | 0  |  | 0–3 | 0–2 | 1–3 |     |

### Bảng C
| Đội         | ST | T | H | B | BT | BB | HS | Đ |  | RM  | ROM | AEK | GNK |
| ----------- | -- | - | - | - | -- | -- | -- | - |  | --- | --- | --- | --- |
| Real Madrid | 6  | 2 | 3 | 1 | 15 | 7  | +8 | 9 |  |     | 0–1 | 2–2 | 6–0 |
| Roma        | 6  | 2 | 3 | 1 | 3  | 4  | −1 | 9 |  | 0–3 |     | 1–1 | 0–0 |
| AEK Athens  | 6  | 0 | 6 | 0 | 7  | 7  | 0  | 6 |  | 3–3 | 0–0 |     | 1–1 |
| Genk        | 6  | 0 | 4 | 2 | 2  | 9  | −7 | 4 |  | 1–1 | 0–1 | 0–0 |     |

### Bảng D
| Đội            | ST | T | H | B | BT | BB | HS | Đ  |  | INT | AJA | OL  | ROS |
| -------------- | -- | - | - | - | -- | -- | -- | -- |  | --- | --- | --- | --- |
| Internazionale | 6  | 3 | 2 | 1 | 12 | 8  | +4 | 11 |  |     | 1–0 | 1–2 | 3–0 |
| Ajax           | 6  | 2 | 2 | 2 | 6  | 5  | +1 | 8  |  | 1–2 |     | 2–1 | 1–1 |
| Lyon           | 6  | 2 | 2 | 2 | 12 | 9  | +3 | 8  |  | 3–3 | 0–2 |     | 5–0 |
| Rosenborg      | 6  | 0 | 4 | 2 | 4  | 12 | −8 | 4  |  | 2–2 | 0–0 | 1–1 |     |

### Bảng E
| Đội              | ST | T | H | B | BT | BB | HS | Đ  |  | JUV | NEW | DK  | FEY |
| ---------------- | -- | - | - | - | -- | -- | -- | -- |  | --- | --- | --- | --- |
| Juventus         | 6  | 4 | 1 | 1 | 12 | 3  | +9 | 13 |  |     | 2–0 | 5–0 | 2–0 |
| Newcastle United | 6  | 3 | 0 | 3 | 6  | 8  | −2 | 9  |  | 1–0 |     | 2–1 | 0–1 |
| Dynamo Kyiv      | 6  | 2 | 1 | 3 | 6  | 9  | −3 | 7  |  | 1–2 | 2–0 |     | 2–0 |
| Feyenoord        | 6  | 1 | 2 | 3 | 4  | 8  | −4 | 5  |  | 1–1 | 2–3 | 0–0 |     |

### Bảng F
| Đội               | ST | T | H | B | BT | BB | HS | Đ  |  | MU  | LEV | MHA | OLY |
| ----------------- | -- | - | - | - | -- | -- | -- | -- |  | --- | --- | --- | --- |
| Manchester United | 6  | 5 | 0 | 1 | 16 | 8  | +8 | 15 |  |     | 2–0 | 5–2 | 4–0 |
| Bayer Leverkusen  | 6  | 3 | 0 | 3 | 9  | 11 | −2 | 9  |  | 1–2 |     | 2–1 | 2–0 |
| Maccabi Haifa     | 6  | 2 | 1 | 3 | 12 | 12 | 0  | 7  |  | 3–0 | 0–2 |     | 3–0 |
| Olympiacos        | 6  | 1 | 1 | 4 | 11 | 17 | −6 | 4  |  | 2–3 | 6–2 | 3–3 |     |

### Bảng G
| Đội                 | ST | T | H | B | BT | BB | HS | Đ  |  | MIL | DEP | LEN | BAY |
| ------------------- | -- | - | - | - | -- | -- | -- | -- |  | --- | --- | --- | --- |
| Milan               | 6  | 4 | 0 | 2 | 12 | 7  | +5 | 12 |  |     | 1–2 | 2–1 | 2–1 |
| Deportivo La Coruña | 6  | 4 | 0 | 2 | 11 | 12 | −1 | 12 |  | 0–4 |     | 3–1 | 2–1 |
| Lens                | 6  | 2 | 2 | 2 | 11 | 11 | 0  | 8  |  | 2–1 | 3–1 |     | 1–1 |
| Bayern Munich       | 6  | 0 | 2 | 4 | 9  | 13 | −4 | 2  |  | 1–2 | 2–3 | 3–3 |     |

### Bảng H
| Đội              | ST | T | H | B | BT | BB | HS | Đ  |  | BAR | LKM | BRU | GAL |
| ---------------- | -- | - | - | - | -- | -- | -- | -- |  | --- | --- | --- | --- |
| Barcelona        | 6  | 6 | 0 | 0 | 13 | 4  | +9 | 18 |  |     | 1–0 | 3–2 | 3–1 |
| Lokomotiv Moscow | 6  | 2 | 1 | 3 | 5  | 7  | −2 | 7  |  | 1–3 |     | 2–0 | 0–2 |
| Club Brugge      | 6  | 1 | 2 | 3 | 5  | 7  | −2 | 5  |  | 0–1 | 0–0 |     | 3–1 |
| Galatasaray      | 6  | 1 | 1 | 4 | 5  | 10 | −5 | 4  |  | 0–2 | 1–2 | 0–0 |     |

## Vòng bảng thứ hai
Tám đội đầu bảng cùng với tám đội xếp thứ hai mỗi bảng được rút thăm chia thành bốn bảng đấu, mỗi bảng bốn đội. Mỗi bảng đấu gồm hai đội đầu bảng và hai đội xếp thứ hai ở vòng bảng thứ nhất. Hai đội đứng đầu mỗi bảng sau khi kết thúc vòng bảng thứ hai sẽ giành quyền lọt vào vòng đấu loại trực tiếp của Champions League.
Biện pháp quyết định thắng thua khi bằng điểm:
1. Điểm giành được trong các trận đối đầu giữa hai đội bằng điểm
2. Tổng số bàn thắng ghi được trong các trận đấu đối đầu
3. Bàn thắng được ghi trong các trận đấu đối đầu giữa các đội ràng buộc
4. Hiệu số bàn thắng bại trong vòng bảng
5. Tổng số bàn thắng ghi được trong tất cả các trận
6. Hệ số UEFA cao hơn sẽ được vào vòng trong

| Chỉ dẫn màu sắc trong bảng nhóm                       |
| ----------------------------------------------------- |
| Đội nhất và nhì bảng sẽ giành quyền vào vòng knockout |

### Bảng A
| Đội              | ST | T | H | B | BT | BB | HS  | Đ  |  | BAR | INT | NEW | LEV |
| ---------------- | -- | - | - | - | -- | -- | --- | -- |  | --- | --- | --- | --- |
| Barcelona        | 6  | 5 | 1 | 0 | 12 | 2  | +10 | 16 |  |     | 3–0 | 3–1 | 2–0 |
| Internazionale   | 6  | 3 | 2 | 1 | 11 | 8  | +3  | 11 |  | 0–0 |     | 2–2 | 3–2 |
| Newcastle United | 6  | 2 | 1 | 3 | 10 | 13 | −3  | 7  |  | 0–2 | 1–4 |     | 3–1 |
| Bayer Leverkusen | 6  | 0 | 0 | 6 | 5  | 15 | −10 | 0  |  | 1–2 | 0–2 | 1–3 |     |

### Bảng B
| Đội      | ST | T | H | B | BT | BB | HS | Đ |  | VAL | AJA | ARS | ROM |
| -------- | -- | - | - | - | -- | -- | -- | - |  | --- | --- | --- | --- |
| Valencia | 6  | 2 | 3 | 1 | 5  | 6  | −1 | 9 |  |     | 1–1 | 2–1 | 0–3 |
| Ajax     | 6  | 1 | 5 | 0 | 6  | 5  | +1 | 8 |  | 1–1 |     | 0–0 | 2–1 |
| Arsenal  | 6  | 1 | 4 | 1 | 6  | 5  | +1 | 7 |  | 0–0 | 1–1 |     | 1–1 |
| Roma     | 6  | 1 | 2 | 3 | 7  | 8  | −1 | 5 |  | 0–1 | 1–1 | 1–3 |     |

### Bảng C
| Đội               | ST | T | H | B | BT | BB | HS | Đ  |  | MIL | RM  | DOR | LKM |
| ----------------- | -- | - | - | - | -- | -- | -- | -- |  | --- | --- | --- | --- |
| Milan             | 6  | 4 | 0 | 2 | 5  | 4  | +1 | 12 |  |     | 1–0 | 0–1 | 1–0 |
| Real Madrid       | 6  | 3 | 2 | 1 | 9  | 6  | +3 | 11 |  | 3–1 |     | 2–1 | 2–2 |
| Borussia Dortmund | 6  | 3 | 1 | 2 | 8  | 5  | +3 | 10 |  | 0–1 | 1–1 |     | 3–0 |
| Lokomotiv Moscow  | 6  | 0 | 1 | 5 | 3  | 10 | −7 | 1  |  | 0–1 | 0–1 | 1–2 |     |

### Bảng D
| Đội                 | ST | T | H | B | BT | BB | HS | Đ  |  | MU  | JUV | BAS | DEP |
| ------------------- | -- | - | - | - | -- | -- | -- | -- |  | --- | --- | --- | --- |
| Manchester United   | 6  | 4 | 1 | 1 | 11 | 5  | +6 | 13 |  |     | 2–1 | 1–1 | 2–0 |
| Juventus            | 6  | 2 | 1 | 3 | 11 | 11 | 0  | 7  |  | 0–3 |     | 4–0 | 3–2 |
| Basel               | 6  | 2 | 1 | 3 | 5  | 10 | −5 | 7  |  | 1–3 | 2–1 |     | 1–0 |
| Deportivo La Coruña | 6  | 2 | 1 | 3 | 7  | 8  | −1 | 7  |  | 2–0 | 2–2 | 1–0 |     |

## Vòng loại trực tiếp

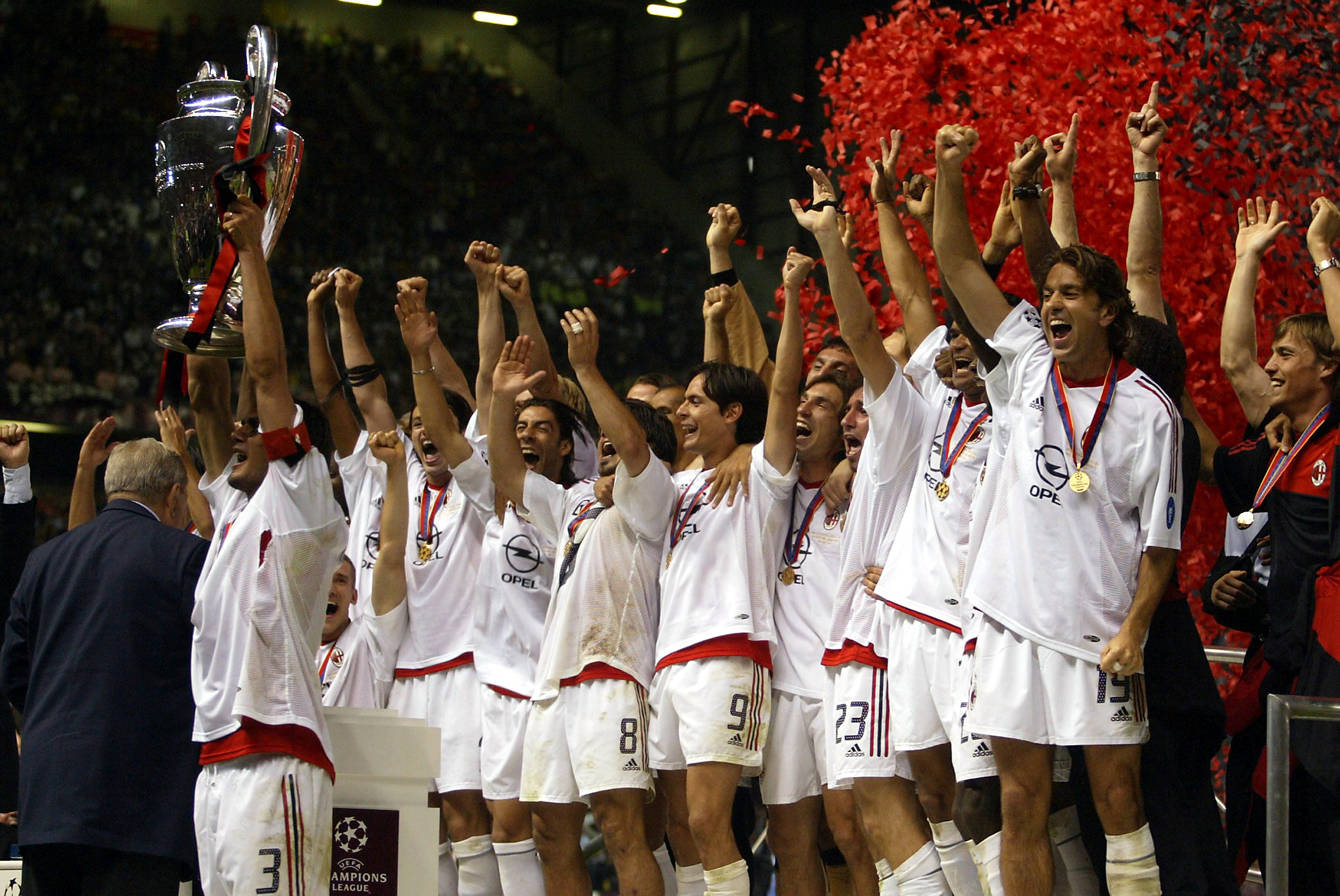
Milan có lần thứ 6 nâng cúp vô địch.

### Bracket
|  | Tứ kết             | Tứ kết         | Tứ kết    | Tứ kết |   |             | Bán kết | Bán kết | Bán kết | Bán kết |  |  | Chung kết | Chung kết |
|  |                    |                |           |        |   |             |         |         |         |         |  |  |           |           |
|  | Real Madrid        | 3              | 3         | 6      |   |             |         |         |         |         |  |  |           |           |
|  | Manchester United  | 1              | 4         | 5      |   |             |         |         |         |         |  |  |           |           |
|  | Manchester United  | 1              | 4         | 5      |   | Real Madrid | 2       | 1       | 3       |         |  |  |           |           |
|  |                    |                |           |        |   | Real Madrid | 2       | 1       | 3       |         |  |  |           |           |
|  |                    | Juventus       | 1         | 3      | 4 |             |         |         |         |         |  |  |           |           |
|  | Juventus (aet)     | Juventus       | 1         | 3      | 4 | 1           | 2       | 3       |         |         |  |  |           |           |
|  | Juventus (aet)     |                |           |        |   | 1           | 2       | 3       |         |         |  |  |           |           |
|  | Barcelona          | 1              | 1         | 2      |   |             |         |         |         |         |  |  |           |           |
|  |                    |                |           |        |   |             |         |         |         |         |  |  | Juventus  | 0 (2)     |
|  |                    |                | Milan (p) | 0 (3)  |   |             |         |         |         |         |  |  |           |           |
|  | Ajax               | 0              | 2         | 2      |   |             |         |         |         |         |  |  |           |           |
|  | Milan              | 0              | 3         | 3      |   |             |         |         |         |         |  |  |           |           |
|  | Milan              | 0              | 3         | 3      |   | Milan (a)   | 0       | 1       | 1       |         |  |  |           |           |
|  |                    |                |           |        |   | Milan (a)   | 0       | 1       | 1       |         |  |  |           |           |
|  |                    | Internazionale | 0         | 1      | 1 |             |         |         |         |         |  |  |           |           |
|  | Internazionale (a) | Internazionale | 0         | 1      | 1 | 1           | 1       | 2       |         |         |  |  |           |           |
|  | Internazionale (a) |                |           |        |   | 1           | 1       | 2       |         |         |  |  |           |           |
|  | Valencia           | 0              | 2         | 2      |   |             |         |         |         |         |  |  |           |           |

### Tứ kết
| Đội 1          | TTS     | Đội 2             | Lượt đi | Lượt về   |
| -------------- | ------- | ----------------- | ------- | --------- |
| Real Madrid    | 6–5     | Manchester United | 3–1     | 3–4       |
| Ajax           | 2–3     | Milan             | 0–0     | 2–3       |
| Internazionale | 2–2 (a) | Valencia          | 1–0     | 1–2       |
| Juventus       | 3–2     | Barcelona         | 1–1     | 2–1 (aet) |

### Bán kết
| Đội 1       | TTS     | Đội 2          | Lượt đi | Lượt về |
| ----------- | ------- | -------------- | ------- | ------- |
| Real Madrid | 3–4     | Juventus       | 2–1     | 1–3     |
| Milan       | 1–1 (a) | Internazionale | 0–0     | 1–1*    |

*Cả hai câu lạc bộ đều chung sân nhà (San Siro), nhưng Milan được chỉ định là đội khách ở lượt về, và vì vậy đã giành chiến thắng do luật bàn thắng trên sân khách.

### Chung kết
| Juventus                                                | 0–0 (s.h.p.) | Milan                                             |
| ------------------------------------------------------- | ------------ | ------------------------------------------------- |
|                                                         | Báo cáo      |                                                   |
| Loạt sút luân lưu                                       |              |                                                   |
| Trezeguet · Birindelli · Zalayeta · Montero · Del Piero | 2–3          | Serginho · Seedorf · Kaladze · Nesta · Shevchenko |

## Thống kê
Những cầu thủ ghi bàn và kiến tạo hàng đầu UEFA Champions League 2002–03 (không bao gồm các vòng đấu sơ loại) như sau:
| Hạng | Tên                 | Câu lạc bộ          | Bàn thắng | Trận thi đấu | Phút thi đấu |
| ---- | ------------------- | ------------------- | --------- | ------------ | ------------ |
| 1    | Ruud van Nistelrooy | Manchester United   | 12        | 9            | 681          |
| 2    | Filippo Inzaghi     | Milan               | 10        | 14           | 1097         |
| 3    | Roy Makaay          | Deportivo La Coruña | 9         | 11           | 909          |
| 3    | Hernán Crespo       | Internazionale      | 9         | 12           | 981          |
| 3    | Raúl González       | Real Madrid         | 9         | 12           | 1054         |
| 6    | Jan Koller          | Borussia Dortmund   | 8         | 12           | 1059         |
| 7    | Javier Saviola      | Barcelona           | 7         | 12           | 914          |
| 7    | Thierry Henry       | Arsenal             | 7         | 12           | 1020         |
| 9    | Ronaldo             | Real Madrid         | 6         | 11           | 758          |
| 9    | Alan Shearer        | Newcastle United    | 6         | 10           | 878          |

| Hạng | Tên                  | Câu lạc bộ        | Kiến tạo | Phút thi đấu |
| ---- | -------------------- | ----------------- | -------- | ------------ |
| 1    | Pablo Aimar          | Valencia          | 5        | 843          |
| 1    | Rui Costa            | Milan             | 5        | 913          |
| 3    | John Utaka           | Lens              | 4        | 476          |
| 3    | Éric Carrière        | Lyon              | 4        | 510          |
| 3    | Tomáš Rosický        | Borussia Dortmund | 4        | 594          |
| 3    | Juan Román Riquelme  | Barcelona         | 4        | 598          |
| 3    | Ole Gunnar Solskjær  | Manchester United | 4        | 748          |
| 3    | Mauro Camoranesi     | Juventus          | 4        | 767          |
| 3    | Juan Sebastián Verón | Manchester United | 4        | 778          |
| 3    | John Carew           | Valencia          | 4        | 979          |
| 3    | Xavi                 | Barcelona         | 4        | 1004         |
| 3    | Hakan Yakin          | Basel             | 4        | 1025         |
| 3    | Raúl González        | Real Madrid       | 4        | 1054         |